# Luis Rosadilla

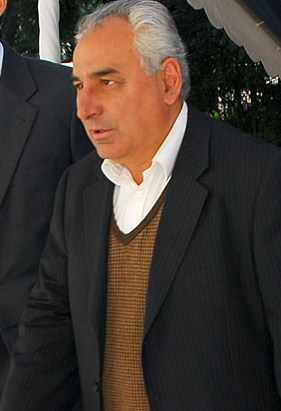
Luis Rosadilla (2010)

Luis Rosadilla (* 21. Dezember 1953 in Montevideo) ist ein uruguayischer Politiker.
Luis Rosadilla wurde zwar in Montevideo geboren, wuchs jedoch in seinen ersten Lebensjahren in Progreso auf, ehe er 1964 in seine Geburtsstadt zurückkehrte. Dort lebte er bis zu seiner Verhaftung wegen seiner Mitgliedschaft in der MLN im Dezember 1973 während der seinerzeit in Uruguay herrschenden zivil-militärischen Diktatur. Anschließend wurde er in einem LKW nach Libertad verbracht, wo er schließlich bis 1982 inhaftiert war. Er hatte in der 46. Legislaturperiode als Repräsentant des Departamentos Montevideo vom 15. Februar 2005 an ein Titularmandat als Abgeordneter in der Cámara de Representantes für das Bündnis Encuentro Progresista/Frente Amplio/Nueva Mayoría und dort dem Movimiento de Participación Popular (MPP) angehörend inne. Vom 1. März 2010 bis zum 13. Juli 2011, nach anderen Quellen bis zum 26. Juli 2011, war Rosadilla unter Präsident José Mujica Verteidigungsminister Uruguays.
Rosadilla ist verheiratet und hat sechs Kinder. Er ist bekennender Anhänger des montevideanischen Fußballvereins Bella Vista.

## Zeitraum seiner Parlamentszugehörigkeit
- 15. Februar 2005 bis (Cámara de Representantes, 46. LP)